# Protection
Protection es el segundo disco de estudio del grupo musical británico Massive Attack. Salió al mercado el 26 de septiembre de 1994, y continuó  la estela iniciada por Blue Lines (1991), su anterior trabajo. Tras tres años de espera, el trip hop vuelve a ser el género clave por el que se mueven las canciones del álbum.

## Información acerca del álbum
Protection supuso la confirmación de Massive Attack como uno de los grupos más influyentes de la década de los noventa. La crítica musical se volcó con la nueva obra del grupo de Bristol, aunque no de manera tan entusiasta como tres años atrás sucedió. Pese a no ser considerado tan brillante como Blue Lines (1991), Protection confirmó a Massive Attack como un grupo a seguir de cerca, si bien es cierto que un determinado sector de la crítica musical consideró este disco como una pequeña decepción, debido en gran parte a las enormes expectativas creadas tras su aclamado primer trabajo.
Pese a todo, el público respaldó nuevamente el segundo proyecto de Massive Attack, alzando a Protection a las zonas altas de las listas de los discos más vendidos.
Horace Andy volvió nuevamente a poner voz a un par de canciones. En esta ocasión, el elenco de vocalistas lo cubrieron Tracey Thorn, Nicolette y Tricky, amén de Robert Del Naja y Grant Marshall. También pusieron su granito de arena al disco Nellee Hooper (productor, junto a los tres integrantes Massive Attack), Marius De Vries (programador), Andy Wright (programador), The Insects (programador), Nick Warren (programador), Craig Armstrong (piano), Chester Kamen (guitarra), Rob Merril (batería), Mark "Spike" Stent y Jim Abiss (ingenieros de mezclas), Jeremy "Jim Bob" Wheatley y Al Stone (ingenieros adicionales), Mike Marsh (ingeniero de mastering), Michael-Nash Assoc (labores artísticas), Matthew Donaldson, Jean Baptiste Mondino y Eddie Monsoon (fotografía).

## Curiosidades
Protection está dentro de la lista de los 10 más populares de la revista Rolling Stone sobre los álbumes más cool de la historia. Dijeron de él que “es una magnífica música para escuchar cuando estás conduciendo a las cuatro de la mañana por la ciudad”.
En las listas de ventas, Protection alcanzó el cuarto lugar en el Reino Unido, y el decimoquinto en Australia.
Es el álbum de Massive Attack que más canciones instrumentales contiene: dos ("Weather Storm" y "Heat Miser", ambas con Craig Armstrong al frente del piano). En el álbum Blue Lines no hay ninguna canción instrumental, al igual que sucede en el álbum 100th Window. En Mezzanine hay tan solo una canción instrumental: "Exchange".
El DJ Mad Professor se encargó de remezclar el disco, surgiendo como resultado el álbum No Protection, publicado en 1995.
El videoclip de "Karmacoma" (dirigido por Jonathan Glazer) fue censurado en algunos países.
La canción "Light My Fire", el décimo del álbum, es obra del grupo The Doors. La versión de Massive Attack para la ocasión está cantada por el jamaicano Horace Andy.

## Lista de canciones
1. Protection (7:51) - Ver el videoclip - Ver en concierto
  - Compuesta por: Robert Del Naja, Grant Marshall, Tracey Thorn, Androw Vowles.
  - Cantada por: Tracey Thorn.
  - Samples: The Payback de James Brown.
2. Karmacoma (5:16) - Ver el videoclip - Ver en Concierto
  - Compuesta por: Robert Del Naja, Locke, Grant Marshall, Norfolk, Thaws, Andrew Vowles.
  - Cantada por: Robert Del Naja, Tricky.
3. Three (3:49)
  - Compuesta por: Robert Del Naja, Hooper, Grant Marshall, Suwoton, Andrew Vowles.
  - Cantada por: Nicolette.
4. Weather Storm (4:59)
  - Compuesta por: Craig Armstrong, Robert Del Naja, Harmon, Hooper, Lloyd, Grant Marshall, Murray, Napolean, Andrew Vowles.
  - Cantada por: Instrumental.
  - Samples: It's Time for Love de Pieces of a Dream.
5. Spying Glass  (5:20)
  - Compuesta por: Andy, Robert Del Naja, Hooper, Grant Marshall, Andrew Vowles.
  - Cantada por: Horace Andy.
6. Better Things (4:13)
  - Compuesta por: Brown, Robert Del Naja, Grant Marshall, Tracey Thorn, Andrew Vowles, Watt.
  - Cantada por: Tracey Thorn.
  - Samples: Never Can Say Goodbye de James Brown.
7. Eurochild (5:11)
  - Compuesta por: Robert Del Naja, Locke, Grant Marshall, Norfolk, Thaws, Andrew Vowles.
  - Cantada por: Tricky, Robert Del Naja.
8. Sly (5:24) - Ver el videoclip
  - Compuesta por: Robert Del Naja, Goldman, Hooper, Grant Marshall, Suwaton, Andrew Vowles.
  - Cantada por: Nicolette.
9. Heat Miser (3:39) - Ver el videoclip
  - Compuesta por: De Vries, Robert Del Naja, Hooper, Grant Marshall, Andrew Vowles.
  - Cantada por: Instrumental.
  - Samples: Ike's Mood de Isaac Hayes.
10. Light My Fire (live) (3:15) 
  - Compuesta por: John Densmore, Robby Krieger, Ray Manzarek, Jim Morrison (The Doors).
  - Cantada por: Horace Andy.
  - Samples: Light My Fire de Young Holt Trio.

## ¿Dónde se han escuchado?
Al igual que lo sucedido con otros álbumes de Massive Attack, algunas de sus canciones han sido utilizadas en diversas películas:
"Karmacoma" es escuchada en:
- The Work of Director Jonathan Glazer (2005)
- Shabatot VeHagim. Episodio: Chadar Hoshech
- One Eight Seven (1997)
- Zusje (1995)
- Duo luo tian shi (1995)

"Protection" es escuchada en:
- The Work of Director Michel Gondry (2003)
- Edge (1997)
- Hackers (1995)

"Better Things" es escuchada en:
- Ceux qui m'aiment prendront le train (1998)

"Spying Glass" es escuchada en:
- One Eight Seven (1997)

"Three" es escuchada en:
- City of Industry (1997)
- Go Now (1995)

"Heat Miser" es escuchada en:
- Legs (1996)
- Sabrina (1995)